# Lý (âm nhạc)
Lý, trong âm nhạc dân gian Việt Nam, là một trong rất nhiều làn điệu dân ca của người Việt. mộc mạc, giản dị. Lý cùng với các làn điệu khác như hò, cò lả, nam ai, nam bình, hát xoan, hát xẩm, hát ru,... tạo những nét độc đáo của dân ca Việt Nam. Điệu lý đặc biệt phát triển ở Trung Bộ và Nam Bộ, miền Trung là trung tâm của các điệu lý.
Hát lý được phân biệt với hò vì không gắn liền với một động tác lao động hay giao duyên. Lý cũng có nhạc tính cố định hơn hò, câu hát đều đặn, trong khi hò có thể thêm câu dài câu ngắn, tùy người hát.

## Lý Bắc Bộ
- lý con cò
- lý con cóc
- lý con khỉ
- Lý con sáo
- Lý cây đa
- lý đầu cầu
- lý hái hoa
- lý bông dừa
- lý ba tri
- lý cái mơn
- lý cháo lý cơm
- lý con sáo gò công
- lý con sáo sang sông
- lý ngựa ô
- lý giao duyên (quan họ Bắc Ninh)

## Lý Trung Bộ
- Lý con sáo (Thanh Hóa)
- lý con trâu
- Lý hoài nam (Lý chiều chiều)
- Lý con sáo Trung bộ (Lý tình tang)
- Lý mười thương
- Lý ăn giỗ
- Lý ba con ngựa
- Lý bải chài
- Lý bập boòng boong
- Lý bình vôi
- lý bông dừa
- lý bờ đắp
- lý cây mù u
- lý cháo
- lý con mèo
- lý dầu dừa
- lý đêm trăng
- lý giọng bóng
- lý hoa thơm
- lý hò khoan
- lý năm canh
- lý nón treo
- lý ong rợ
- lý ông thôn
- lý qua đèo
- lý qui phụng
- Lý quỳnh tương
- Lý sắc bùa
- Lý sâm thương
- Lý son sắc
- Lý tăng tít
- Lý tầm quân
- Lý thiên thai
- Lý thương nhau
- Lý thượng du
- Lý trăng soi
- Lý trống chầu
- Lý xăm
- Lý xôi vò
- Lý xự xế xang
- Lý vọng phu

## Lý Nam Bộ
- Lý Bông dừa
- Lý Ba Tri
- Lý Cái Mơn
- Lý Cây bông
- Lý Chim xanh
- Lý Chiều chiều (Lý Cây ngô, lý Tưới cây, lý Buổi chiều)
- Lý Con sáo Gò Công (Lý con sáo sang sông)
- Lý Con sáo Bạc Liêu
- Lý Đất Giồng
- Lý Kéo chài
- Lý Mỹ Hưng
- Lý Ngựa ô
- Lý Năm Căn
- Lý Quạ kêu
- Lý Tòng quân
- Lý Qua cầu[2]
- Lý Đêm Trăng
- Lý Tư Phùng
- Lý Son Sắt (Lý Tứ Đại)
- Lý Đầu Cầu
- Lý Con Sam
- Lý Trẻ Che

## Cách đặt tên điệu lý
- Đặt tên từ nội dung của lời hát (ca dao): lý con cúm núm, lý con sam, lý con sáo, lý ngựa ô, lý cây bần, lý cây gòn, lý mù u, lý bình vôi, lý cái phảng, lý chúc rượu, lý qua cầu, lý cấy, lý đương đệm, lý cảnh chùa, lý vọng phu...[3]
- Đặt tên từ một số từ đầu của câu hát: lý con cua, lý con chuột, lý con mèo, lý trồng hường, lý chẻ tre, lý chiếu bông, lý chiều chiều, lý bánh canh, lý dĩa bánh bò, lý ông hương, lý nàng dâu, lý ba xa kéo chỉ, lý xăm xăm, lý liễn vũ...[3]
- Đặt tên theo tiếng đệm lót hoặc tiếng láy đưa hơi: lý í a, lý băng rù, lý bằng lưu thủy, lý bằng rằng, lý cống xê xang, lý giọng ứ, lý hố khoan, lý hố mơi, lý kỳ hợi, lý lu là, lý tú lý tiên, lý rị đa (hoặc lý đu đê), lý rường ơ, lý tang tình, lý ợ, lý yến ảnh...[3]
- Đặt tên các điệu lý giọng bông theo xuất xứ của loại hình ca bóng rỗi; hoặc đặt tên theo đặc tính của nhóm tiếng đệm mô phỏng các bậc âm của "chữ đờn" dân tộc; hoặc tiếng tụng niệm kinh kệ: lý bản đờn, lý cống chùa...[3]
- Đặt tên theo địa danh: lý Ba Tri, lý Cái Mơn...[3]

Một số trường hợp cùng một làn điệu nhưng mang tên lý khác nhau, và ngược lại.

## Lý con sáo
Do sự giao lưu, tiếp xúc mà các điệu lý phổ biến khắp ba miền của Việt Nam, với các làn điệu phong phú. Riêng điệu lý con sáo, chỉ với câu ca dao Ai đem con sáo sang sông, Cho nên con sáo sổ lồng bay xa, các nhà nghiên cứu âm nhạc dân gian đã ghi nhận sơ bộ có tới 30 bài, trong đó có 4 bài lý con sáo trung du Bắc Bộ trong hát ghẹo, 3 bài lý con sáo Bắc trong hát quan họ Bắc Ninh và hát trống quân, 1 bài lý con sáo Thanh Hóa, 4 bài lý con sáo Huế (Thừa Thiên - Huế), 2 bài lý con sáo Quảng (Nam Trung Bộ), và hơn 10 bài lý con sáo Nam Bộ.